# Cnosos
Cnosos o Cnoso (en lineal B, ko-no-so; en griego, Κνωσσός, Knōssós) fue una de las ciudades más importantes de Creta (junto con Festo) durante la civilización minoica, que alcanzó su máximo esplendor en el segundo milenio a. C., siendo el complejo palacial más antiguo de Europa. Está situada a unos 5 km al sudeste de la actual ciudad de Heraclión y al oeste del río Kairatos. En ella se alzan los restos del palacio de Cnosos, el más importante del periodo minoico y el más conocido de los complejos arqueológicos desde su descubrimiento en 1878.  
Asociada a la leyenda del rey Minos, su importancia, su aspecto y su tamaño han hecho de ella un lugar reseñable e ineludible de las civilizaciones de la Europa arcaica. Recibe medio millón de visitantes anualmente.
Los reyes de Cnosos alcanzaron su mayor poder hacia 1600 a. C., debido a que controlaban la zona del mar Egeo y comerciaban con el rico Egipto. La caída de la civilización minoica y la destrucción de Cnosos acontecieron al comienzo del periodo de mayor prosperidad de la civilización micénica, en Grecia. Esta circunstancia sugiere la hipótesis de que los reyes micénicos atacaron y destruyeron las ciudades de la floreciente civilización minoica.

## Cnosos en la mitología
Según la tradición, cuando el rey Minos llegó a Creta la dividió en tres zonas y fundó tres ciudades: Cnosos, Festo y Cidonia. En Cnosos se hallaba el célebre Laberinto de Creta, que había sido realizado por Dédalo para encerrar al Minotauro.  Según Estrabón, el nombre anterior de Cnosos había sido Cerato, como el del río que pasaba a su lado. Homero menciona Cnosos como el lugar desde donde reinaba Minos. También la cita en el Catálogo de las naves de la Ilíada como una de las ciudades de Creta gobernadas por Idomeneo, que participó en la expedición de la coalición de los aqueos contra Troya. Además, indica que era el lugar donde Dédalo fabricó para Ariadna un recinto para ejercitar el arte de la danza, recinto del que Pausanias confirma la existencia en su tiempo, añadiendo que era de mármol. Heródoto destaca el dominio de los mares que ejercía Cnoso en la época de Minos.

## Historia

### Civilización minoica
Los restos más antiguos que se han hallado en Cnosos pertenecen a los periodos neolítico antiguo y medio, e incluso algunos elementos parecen anteriores a esas etapas.
La época del mayor florecimiento de Cnosos fue el periodo Minoico Medio. Se estima que la existencia del Palacio de Cnosos se remonta al siglo XX a. C. El palacio sufrió una primera destrucción, posiblemente debida a movimientos sísmicos, y fue reconstruido en torno al año 1700 a. C. En torno al 1575 a. C. padeció una nueva destrucción, de menos envergadura que la anterior. En este periodo Minoico Medio se inició el sistema de escritura conocido como lineal A, que pertenece a una lengua sin identificar.

### Civilización micénica
Se discute el momento en que los griegos micénicos se hicieron con el control de la isla de Creta y por tanto de Cnosos. Una primera hipótesis señala que los micénicos aprovecharon el momento de la erupción de la isla de Tera para apoderarse de la isla. Otra hipótesis supone que la llegada de los micénicos fue posterior, en torno al año 1400 a. C., cuando se habría producido otra destrucción del Palacio de Cnosos. Existe también controversia sobre el momento de la destrucción final del palacio, que según Arthur Evans fue el año 1400 a. C. pero otros críticos sostienen que continuó existiendo hasta poco después del año 1200 a. C.

#### Las tablillas micénicas

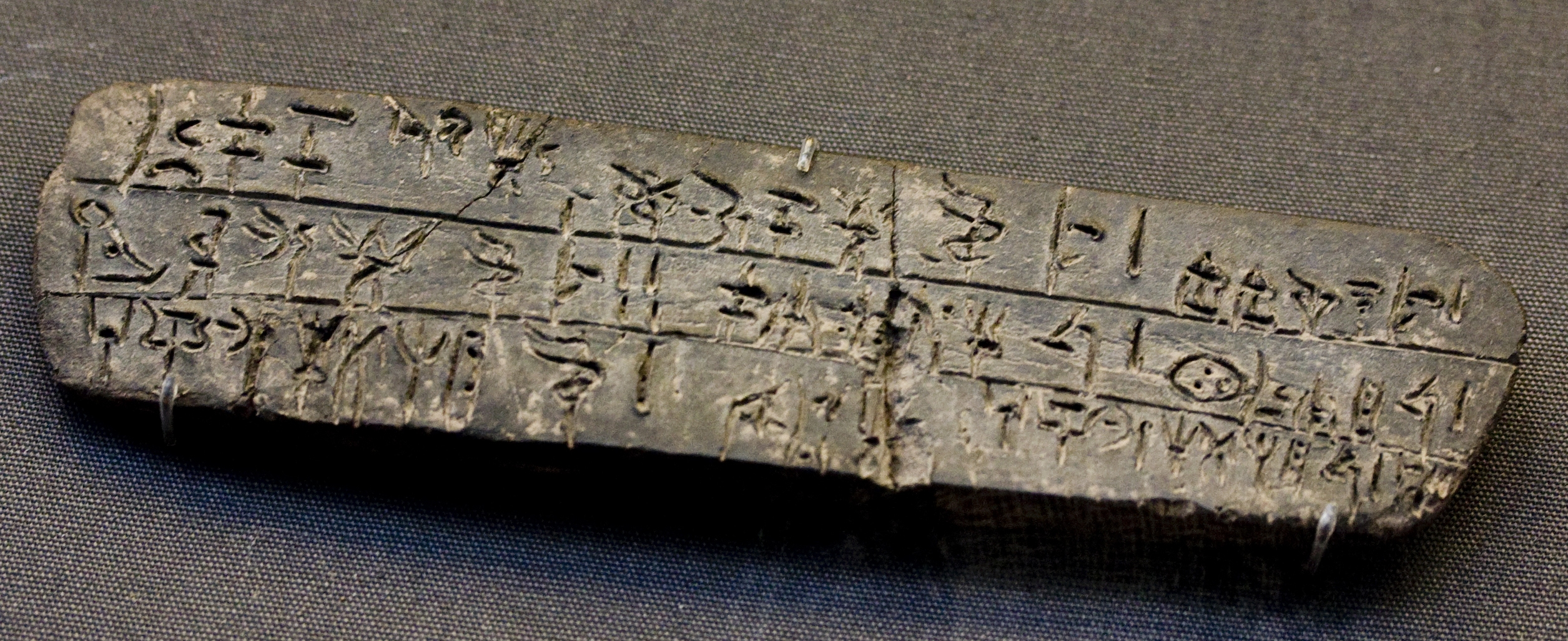
Una de las tablillas de lineal B encontradas en Cnosos, que registra cantidades de aceite ofrecidas, al parecer, a varias divinidades.

Del yacimiento arqueológico de Cnosos proceden aproximadamente 3000 tablillas escritas en un sistema de escritura silábico denominado lineal B cuya lengua se ha identificado como una forma arcaica del idioma griego. Se han propuesto diversas fechas para estas tablillas puesto que algunos consideran que pertenecen a un periodo en torno al año 1400 a. C. y otros consideran que son próximas al año 1200 a. C. Jan Driessen, por su parte, considera que hay tablillas más antiguas que otras porque pertenecen al menos a tres diferentes niveles de destrucción. Mediante estudios paleográficos se han identificado hasta unos 75 escribas diferentes de las tablillas de Cnosos. Según este autor, uno de los niveles se situaría en torno a 1450/1425 a. C. y otro en 1375/1340 a. C.
El estudio del contenido de las tablillas ha proporcionado información sobre diversas realidades de su época como oficios, armas,, perfumes, ganado, productos agrícolas y cultos religiosos. Entre ellos se puede destacar el importante papel que tenía en Cnosos la industria textil. También se ha deducido que Cnosos era el centro de poder de un reino o principado que controlaba administrativamente al menos parte de la isla de Creta, desde La Canea (la antigua Cidonia) hasta Malia. El nombre de la ciudad está documentado en las tablillas bajo la forma ko-no-so.

### Edad Oscura
Tras el fin de la civilización micénica la ciudad de Cnosos continuó existiendo y durante toda la Edad Oscura, entre 1100 y 700 a. C. los hallazgos arqueológicos demuestran que continuó siendo un importante centro de intercambios comerciales con Oriente.

### Épocas arcaica, clásica, helenística, romana y bizantina
En la Época Arcaica se atestigua que en Creta se hablaba el dialecto dorio, pero existen dudas acerca del momento en que se produjo la penetración de los dorios en la isla, aunque se ha sugerido, debido a cambios en los usos funerarios, que esta pudo producirse en las primeras fases de la Época Oscura.
Se conservan fragmentos de una inscripción de mitad del siglo V a. C. donde figura un tratado entre Cnosos y Tiliso de cooperación política, económica y religiosa donde Argos, a quien en el tratado se le considera como lugar de origen de las dos ciudades cretenses, ejerce un papel de mediador y garante aunque algún autor ha interpretado que en realidad Argos ejercería un papel dominante respecto a las otras dos ciudades, que serían sus colonias.
En el año 346 a. C. Falecos el focidio ayudó a Cnosos contra la ciudad de Licto. Estos últimos fueron ayudados por el rey Arquidamo III de Esparta que derrotó al ejército de Falecos. La lucha entre Cnosos y Licto siguió por mucho tiempo y se formó una gran coalición cretense contra Cnosos encabezada por Licto. Pero en 221/220 a. C. Cnosos, aliada con Gortina y con el apoyo de soldados venidos de Etolia, aprovechó una ausencia temporal de los soldados de Licto, atacó la ciudad y la destruyó.
En el año 121 a. C., hubo una guerra entre Gortina y Cnosos mientras estaba en Cnosos Dorilao, un estratega de Mitridates V del Ponto. Dorilao comandó las tropas de Cnosos que vencieron a Gortina.
En el año 67 a. C., durante la conquista romana de Creta, Cnosos fue una de las ciudades saqueadas por Quinto Cecilio Metelo Crético. En el año 36, el emperador romano Octavio Augusto fundó en Cnosos una colonia romana que llamó Colonia Iulia nobilis Cnossus. Allí fue divinizado, en época de Nerón, el emperador Claudio.
Cnosos fue sede de un obispado en la época romana y bizantina; se conservan restos de una basílica del siglo VI y también aparece citada en la lista de 22 ciudades de Creta del geógrafo bizantino del siglo VI Hierocles.
Tras la conquista de Creta por los árabes, Cnosos fue perdiendo importancia paulatinamente en favor de Heraclión, hasta caer en el olvido.

## Arqueología

### Redescubrimiento de Cnosos

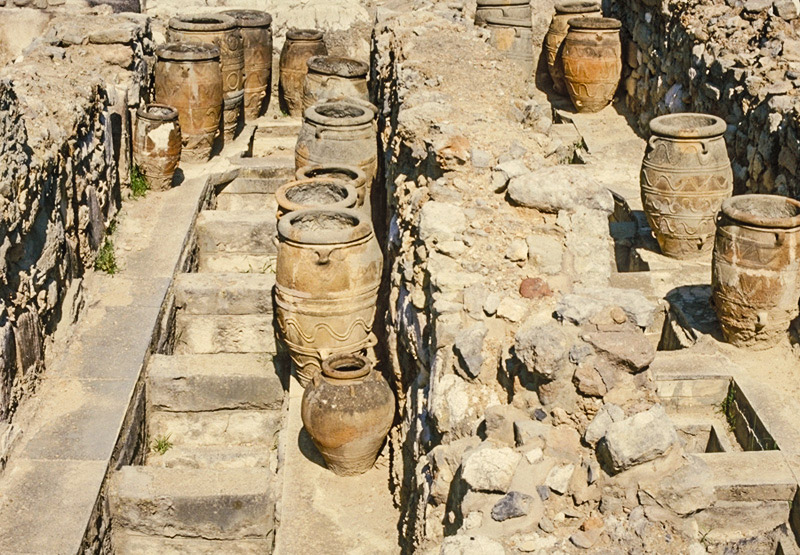
Pithoi (tinajas gigantes) halladas en las excavaciones de Cnosos. Se usaban para almacenar todo tipo de alimentos y líquidos.

Las primeras excavaciones que redescubrieron la antigua Cnosos fueron realizadas en 1877 o 1878 en un montículo llamado Kéfala por el griego Minos Kalokairinós, que era industrial, cónsul de España, y aficionado a la arqueología.
Tras los primeros hallazgos, las autoridades locales decidieron parar las excavaciones y el griego no pudo obtener el permiso para seguir excavando. Algunos años después, el alemán Heinrich Schliemann, que había descubierto Troya, se interesó por los hallazgos y quiso comprar el terreno donde se habían realizado esas primeras excavaciones, pero tras alcanzar un primer acuerdo con su propietario, creyó que estaba siendo víctima de un engaño y rompió el pacto.
Así pues, Arthur Evans visitó Creta por primera vez en 1894 y, tras recorrer toda la isla y contactar con los especialistas en arqueología, incluido Minos Kalokairinós, decidió comprar el terreno. Creta consiguió una especie de independencia del Imperio otomano en 1899, lo que facilitó a Evans poder obtener los permisos. Las excavaciones se iniciaron el 23 de marzo de 1900. Evans estuvo excavando en Cnosos entre los años 1900 y 1930, con excepción del periodo comprendido entre 1914 y 1921 debido a la Primera Guerra Mundial. Entre 1921 y 1935 publicó la obra El palacio de Minos, en cuatro volúmenes.
En un principio, no se había pensado en la posibilidad de cubrir los hallazgos, por lo que estos iban sufriendo numerosos deterioros al quedar desprotegidos. Los excavadores tuvieron entonces que enfrentarse al problema y emprendieron numerosos trabajos de protección y de consolidación de las estructuras, pero también de reconstrucción del edificio utilizando incluso materiales como el hierro y el hormigón que fueron motivo de controversia.
Uno de los hallazgos más controvertidos de Cnosos se produjo en una casa excavada por Peter Warren, donde se encontraron múltiples huesos pertenecientes al menos a cuatro niños junto con huesos de animales, en un contexto arqueológico que se puede fechar en torno al 1450 a. C. Este hallazgo fue interpretado por algunos arqueólogos como un lugar donde se celebraban actividades de culto que incluían sacrificios humanos, aunque otros arqueólogos defienden que la existencia de tales sacrificios no está probada.

#### El palacio de Cnosos

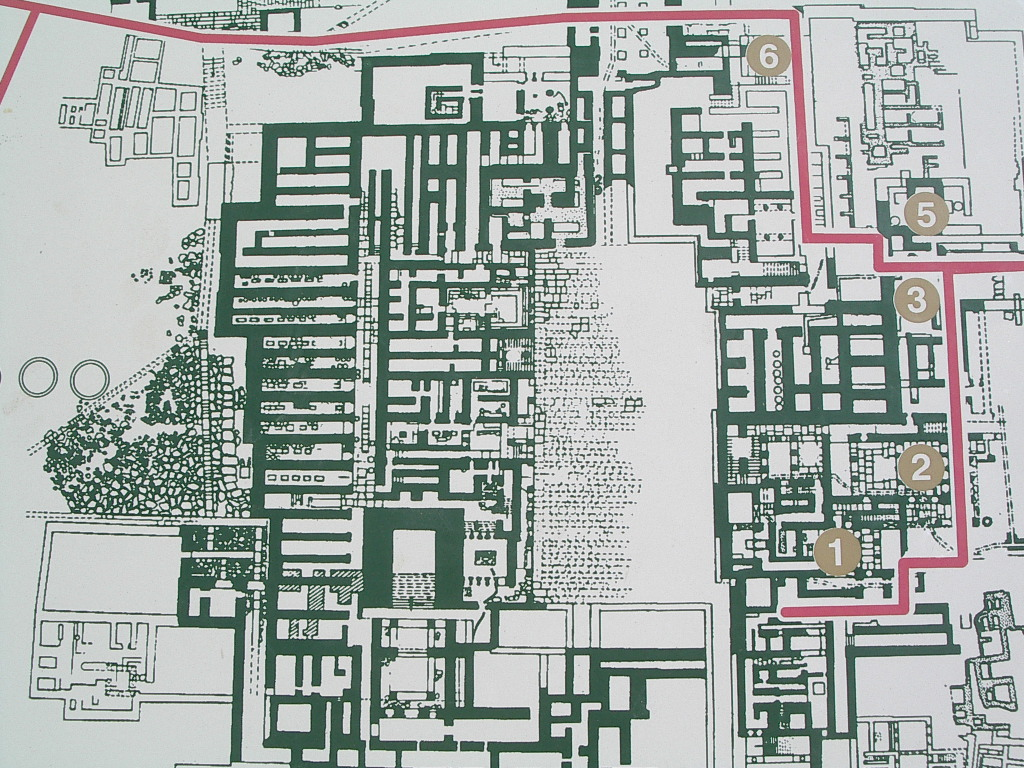
Planta del palacio de Cnosos.

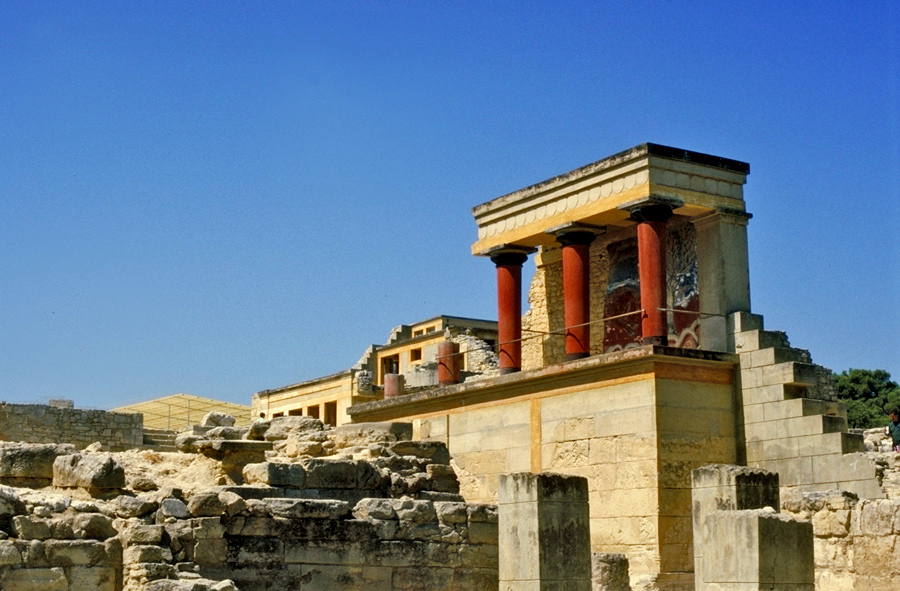
El palacio de Cnosos.

La edificación más emblemática de Cnosos era su palacio. Con más de 1000 habitaciones, fue el principal palacio cretense y en el que se ha querido ver la sede del mítico rey Minos, según la leyenda el rey más importante que reinó en Creta y el posible origen del mito del laberinto de Creta.
Todo el complejo, que no estaba fortificado, estaba construido en piedra sobre una estructura de madera y se aglutina en torno a un patio central.
En las paredes hay numerosas pinturas murales, entre las que destacan las representaciones de saltos de toros. Otros hallazgos del palacio, como vasijas, estatuillas y otros objetos portátiles, se conservan en el Museo Arqueológico de Heraclión. 

### El «pequeño palacio»

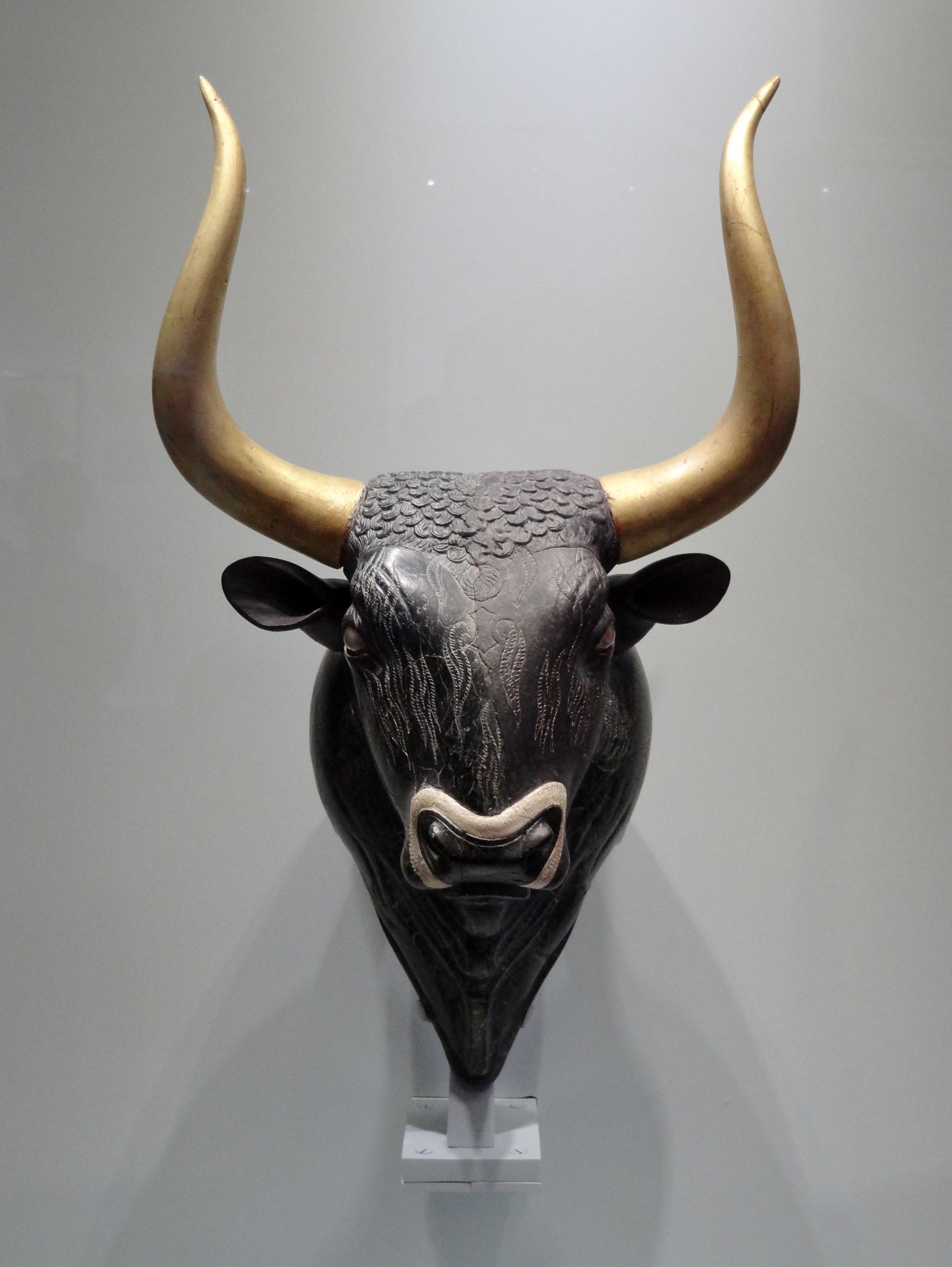
Ritón de esteatita con forma de cabeza de toro hallado en el «pequeño palacio» de Cnosos. Algunas partes de él, incluidos los cuernos, han sido reconstruidas.

Entre los siglos XVII y XIV a. C. estuvo en uso un edificio próximo al palacio principal y vinculado con él al que se ha denominado «pequeño palacio» puesto que, además de ser el segundo edificio de mayor tamaño del yacimiento arqueológico, tiene ciertas similitudes con las características del palacio principal. Sin embargo a este edificio se le atribuyen funciones principalmente religiosas, pues contaba con un altar, salas devocionales y en él se han encontrado diferentes objetos destinados al culto.

### La «mansión real»
En el siglo XIV a. C. fue construida, al noreste del palacio, un edificio de varios pisos que se ha llamado «mansión real», que debió pertenecer a un miembro destacado de la aristocracia o del poder político del lugar. El edificio tenía un marcado carácter religioso pero también alberga estancias que parecen haber pertenecido exclusivamente al ámbito privado. Contaba con el elemento arquitectónico conocido como polythyron, con una escalera doble y con un trono.

### La «casa de los frescos»

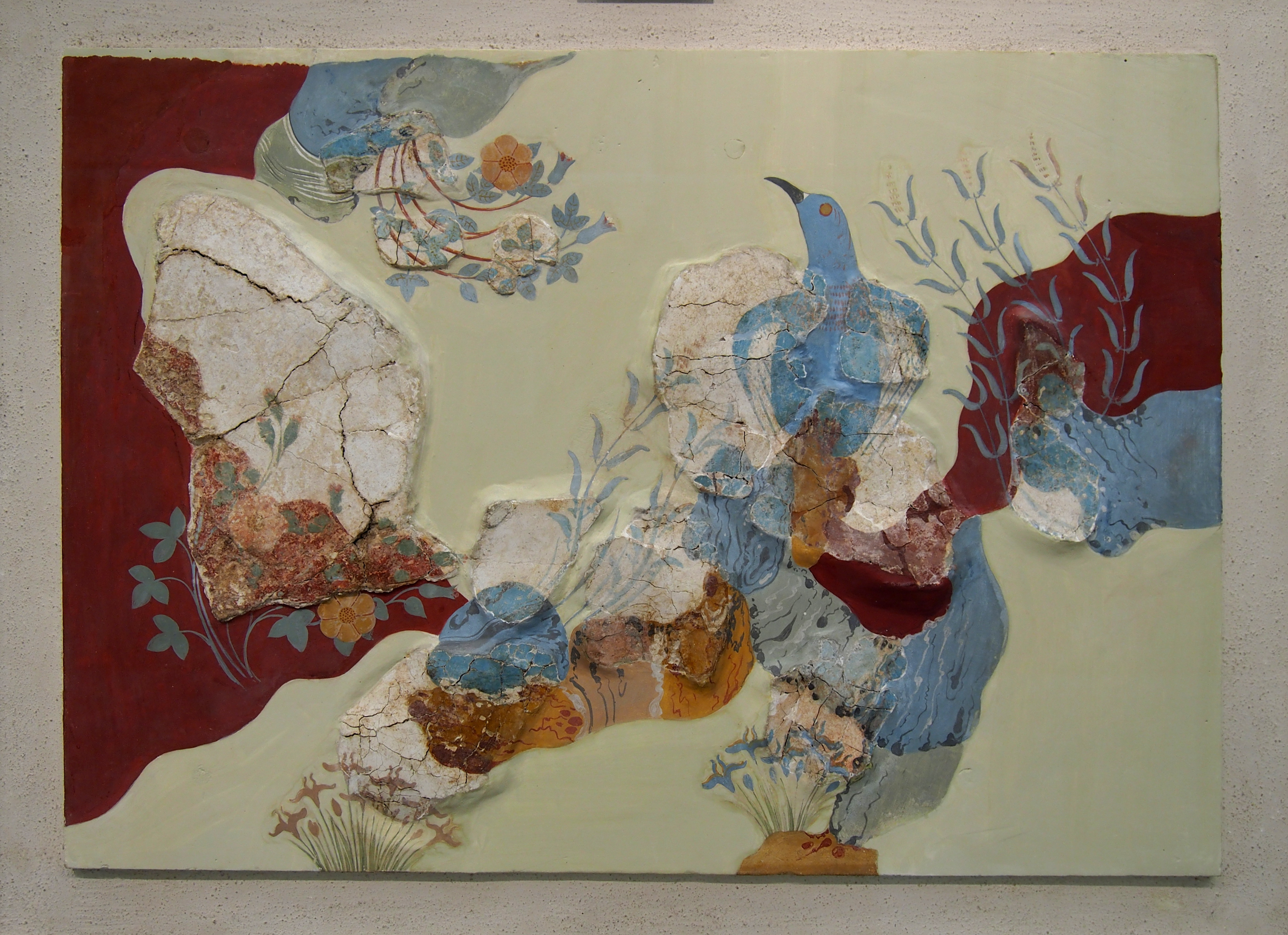
Uno de los frescos hallados en la casa de los frescos de Cnosos, Museo Arqueológico de Heraclión.

Al noroeste del palacio se encuentra la llamada «casa de los frescos», que estuvo en uso entre los siglos XV y XII a. C. Se trata de un edificio residencial relativamente pequeño, pero donde destaca su rica decoración de pinturas al fresco.

### La «casa del sur»
La denominada «casa del sur», ubicada al suroeste del palacio, es un edificio construido con posterioridad al terremoto acaecido en torno al año 1600 a. C. Tenía tres pisos, una piscina lustral y una cripta hipóstila.

### La «casa inexplorada»
Al noroeste del gran palacio se halla la que se conoce como «casa inexplorada» que fue llamada así por Evans debido a que solo excavó la fachada oriental. Se trata de un edificio rectangular con varios pisos que estaba conectado con el «pequeño palacio». Fue construida en el periodo minoico tardío y destruida por un incendio en torno al 1375 a. C., pero hay evidencias que indican que fue habitada con posterioridad a esta destrucción.

### La «casa de los huéspedes»
Otro edificio destacado es la llamada «casa de los huéspedes», que estaba conecta con el gran palacio y se consideró por los excavadores como un área de recepción y residencia de huéspedes. Contaba con baños y con frescos decorativos en sus paredes.

### La tumba-santuario real
A unos 600 m al sur del palacio, y unido a él por un camino pavimentado se halla un edificio funerario de dos plantas donde se cree que fue enterrado un rey de Cnosos. La planta baja tenía una cámara funeraria y se cree que la superior tenía función de santuario. Fue construida en el periodo minoico medio IIIB y reparada en el minoico tardío.